# Самоедская Речка (приток Кыстыктаха)
Самое́дская Ре́чка — река в Таймырском Долгано-Ненецком районе Красноярского края России, левый приток Кыстыктаха. Длина реки — 120 км (от истока Северной Самоедской Речки — 123 км), площадь водосборного бассейна — 1900 км².
Река берёт начало на северо-западе плато Путорана, к северу от среднего течения реки Микчангда, на высоте более 500 м над уровнем моря. Течёт преимущественно на север, перед устьем — на северо-восток и восток. В верховьях течёт по горной тундре в узком ущелье, разрезающем плоские горные вершины. Характер течения бурный, скорость течения достигает 0,9 м/с, русло реки расширяется до 73 м, в долине реки появляется растительность. В нижнем течении начинает меандрировать, в долине реки большое число некрупных озёр: озёра Арылах по правому берегу и озёра Лайда по левому. Впадает в Кыстыктах слева в 95 км от его устья, на высоте менее 43 м над уровнем моря. В нижнем течении ширина русла достигает 215 м при глубине 1,5 м, скорость течения — 0,5 м/с.

## Основные притоки
Указаны поименованные притоки длиной 30 км и более.
| Название    | Расстояние от устья | Длина | Положение |
| ----------- | ------------------- | ----- | --------- |
| Мастах-Сала | 10                  | 58    | правый    |
| Песцовая    | 63                  | 51    | правый    |

## Данные водного реестра
По данным государственного водного реестра России и геоинформационной системы водохозяйственного районирования территории РФ, подготовленной Федеральным агентством водных ресурсов:
- Бассейновый округ — Енисейский
- Речной бассейн — Пясина
- Речной подбассейн — нет
- Водохозяйственный участок — Пясина и другие реки бассейна Карского моря от восточной границы бассейна Енисейского залива до западной границы бассейна реки Каменная
- Код объекта в государственном водном реестре — 17020000112116100123290[4].